# Michael Reggelin
Michael Knut Reggelin (* 1960) ist ein deutscher Chemiker und Hochschullehrer.

## Leben
Reggelin studierte Chemie in Gießen und Göttingen. Das Studium schloss er 1985 mit dem Diplom ab. Von 1984 bis 1989 war Reggelin Stipendiat der Studienstiftung des Deutschen Volkes. 1989 erfolgte die Promotion an der Universität Kiel. Im Anschluss war er zunächst an der TU München, später als Liebig-Stipendiat an der Universität Heidelberg und daraufhin als Habilitand an der Universität Frankfurt am Main tätig. 1997 wurde Reggelin habilitiert und erhielt eine C3-Professur für Organische Chemie an der Universität Mainz. 1999 war er Gastprofessor an der University of Wisconsin–Madison. 2000 erhielt er einen Ruf an die TU Darmstadt, wo er seitdem als Professor für  Organische Chemie tätig ist.
Reggelin hält regelmäßig Experimentalvorlesungen an der TU Darmstadt, aber auch auf dem Darmstädter Heinerfest sowie bei weiteren Veranstaltungen. Dazu zählen vor allem eine jährliche Weihnachtsvorlesung, die Reggelin gemeinsam mit Reinhard Meusinger und Stefan Immel in der Vorweihnachtszeit hält und eine Schülervorlesung, für die Reggelin, Meusinger und Immel 2018 mit dem Athenepreis für gute Lehre der TU Darmstadt ausgezeichnet wurden.